# Ciampa (genre)
Pour les articles homonymes, voir Ciampa.
Genre
Ciampa est un genre de papillons de la famille des Géométridés.

## Liste des espèces
- Ciampa arietaria (Guenée, 1857)
- Ciampa chordota (Meyrick, 1890)
- Ciampa heteromorpha (Lower, 1901)
- Ciampa melanostrepta (Lower, 1893)